# 帝塚山 (奈良市)
帝塚山（てづかやま）は、奈良県奈良市の地名。2012年1月1日現在の人口は4,698人。郵便番号631-0062。

## 地理
奈良市西北部、生駒山地の東麓に位置する。富雄地区に属する。北で三碓、東から南東にかけて帝塚山南、南で帝塚山中町、南西で帝塚山西・三碓町飛地、西で生駒市東生駒、北西で三碓町及び鳥見町と隣接する。七丁目には帝塚山大学東生駒キャンパスが置かれ、一丁目から六丁目は住宅地として開発され、利用されている。

## 歴史
帝塚山学園が1964年（昭和39年）に東生駒駅の南郊に帝塚山大学を開設したことに由来する住宅地である。帝塚山学園は、大阪の帝塚山学院の「男子教育機関設立構想」に大阪電気軌道（近鉄の前身）が賛同し、両者で創設した学校法人。大軌は帝塚山中学校（旧制）の建設用地を無償提供し、1941年（昭和16年）の開校に合わせて、最寄駅となる学園前駅を開設した。同時に大阪市の高級住宅街として名高い帝塚山ブランドを活用し、学園前駅周辺を高級住宅地として開発していった。同じく高級住宅地として売り出した帝塚山住宅地は、帝塚山大学開設後に開発されている。

## 交通

### 交通
近鉄奈良線「東生駒駅」および「富雄駅」よりそれぞれ奈良交通バスがある。

### 道路
- 奈良県道1号奈良生駒線（阪奈道路） - 西端の生駒市との境界で椚峠を越える。
- 奈良県道702号大阪枚岡奈良線

## 施設
- 帝塚山大学東生駒キャンパス
  - 帝塚山大学付属博物館